# Grüner Wirtschaftsdialog
Der Grüne Wirtschaftsdialog e. V. (GWD) ist ein parteiunabhängiger Zusammenschluss von Unternehmen und Personen, die für gegenseitiges Verständnis und offene Kommunikation zwischen Unternehmen und der Politik im Allgemeinen sowie politischen Entscheidungsträgern von Bündnis 90/Die Grünen im Besonderen sorgen wollen. Im Mai 2024 wurde bekannt, dass der GWD mit der konkurrierenden Wirtschaftsvereinigung der Grünen fusioniert werden soll.

## Ziele
Aus Sicht des GWD muss das bestehende Wirtschaftsmodell zu einer sozial-ökologischen Marktwirtschaft weiterentwickeln werden, damit den Herausforderungen der globalen Erwärmung adäquat begegnet werden kann und zeitgleich der Industriestandort Deutschland zukunftsfähig gestaltet werden kann. Das Ziel ist es daher, diese wirtschaftliche und gesellschaftliche Transformation im Sinne eines Green New Deals zu fördern. Zu diesem Zweck organisiert der Grüne Wirtschaftsdialog den Austausch zwischen politischen Akteuren und Unternehmen, die sich den Zielen des Vereins verpflichtet sehen.